# Köld
Köld è il terzo album in studio del gruppo post-metal islandese Sólstafir, pubblicato nel 2009.

## Tracce
1. 78 Days in the Desert – 8:34
2. Köld – 8:59
3. Pale Rider – 8:05
4. She Destroys Again – 7:12
5. Necrologue – 8:30
6. World Void of Souls – 11:51
7. Love is the Devil (and I am in Love) – 4:43
8. Goddess of the Ages – 12:41